# Ein schön Geistlich Sangböck
Ein schön Geistlich Sangböck är en koralbok från 1542 av dansktysken Christian Adolph Nystad utgiven i Magdeburg. Kompositionerna tillskrivs ofta honom, men kan i viss mån skett i samarbete med eller av andra kompositörer.
Den är källa till minst en melodi i 1819 års psalmbok och Nya psalmer 1921 som då används till två psalmer, nr 47 och 577. Melodin antas vara ett samarbete med eller skriven av Miles Coverdale 1538. Enligt 1921 års koralbok med 1819 års psalmer försvenskades melodin inför 1697 års koralbok då den användes till psalm nr 32, 42 och 54.

## Psalmer
- O Jesus Krist, du nådens brunn (1695 nr 221, 1819 nr 47, 1986 nr 546) "Melodins huvudtext"
  - Döm migh, min Gudh (1695 nr 54)
  - Min hogh från menniskior hafwer jagh wändt (1695 nr 42)
  - Se Herrens ord är rent och klart (1695 nr 32 vars melodi varierat genom åren, 1819 nr 121, 1986 nr 374)
  - Två väldiga strida om människans själ (1921 nr 577, 1986 nr 536) vars melodi tydligen ändrades senare till en komposition av Burkhard Waldis.